# Repubbliche sorelle
Con l'espressione Repubbliche sorelle o Repubbliche giacobine si intendono gli stati satellite costituiti principalmente tra il 1797 e il 1799, nell'Europa centro-settentrionale e nella penisola italiana dopo l'occupazione militare francese, ispirati alle istituzioni e ai modelli della Francia rivoluzionaria.

## Europa
In seguito alla vittoria delle armate rivoluzionarie nella battaglia di Fleurus contro le truppe della prima coalizione e del Colpo di Stato del 9 termidoro (27 luglio 1794) che aveva rovesciato il Comitato di salute pubblica giacobino e portato all'instaurazione del Direttorio, la controffensiva militare francese si spinse fino nei Paesi Bassi austriaci, che furono occupati e annessi alla Repubblica, e nella Repubblica delle Sette Province Unite, che fu trasformata nella Repubblica Batava. Già precedentemente la Francia aveva occupato Basilea e Magonza (divenute Repubblica Rauraciana e Repubblica di Magonza) e Oneglia, annessa direttamente.
Il modello della Repubblica sorella venne esteso quindi alla Confederazione svizzera (trasformata in Repubblica Elvetica nel 1798) ed esportato nella penisola italiana in seguito ai vittoriosi esiti della campagna d'Italia condotta da Napoleone Bonaparte tra il 1796 e il 1797 e culminata nella stipulazione del trattato di Campoformio, con cui Napoleone cedette la Repubblica di Venezia all'Austria.

### Elenco delle repubbliche sorelle in Europa
| Repubblica | Repubblica             | Durata           | Durata            | Stato o territorio precedente                                                    | Stato o territorio attuale                                     | Note |
| Bandiera   | Nome                   | Istituzione      | Scioglimento      | Stato o territorio precedente                                                    | Stato o territorio attuale                                     | Note |
| ---------- | ---------------------- | ---------------- | ----------------- | -------------------------------------------------------------------------------- | -------------------------------------------------------------- | ---- |
|            | Repubblica Rauraciana  | 17 dicembre 1792 | 23 marzo 1793     | Principato vescovile di Basilea                                                  | Canton Giura                                                   |      |
|            | Repubblica di Magonza  | 17 marzo 1793    | 22 luglio 1793    | Elettorato di Magonza                                                            | Parte di Renania-Palatinato e Renania Settentrionale-Vestfalia |      |
|            | Repubblica Batava      | 19 gennaio 1795  | 8 giugno 1806     | Repubblica delle Sette Province Unite                                            | Paesi Bassi                                                    |      |
|            | Repubblica Cisrenana   | 28 agosto 1797   | 18 ottobre 1797   | Vari stati della Renania                                                         | Parte di Renania Settentrionale-Vestfalia                      |      |
|            | Repubblica Rivense     | 23 febbraio 1798 | 16 marzo 1798     | Pieve di Riva Pieve di Balerna                                                   | Parte del Canton Ticino                                        |      |
|            | Repubblica Elvetica    | 28 marzo 1798    | 10 marzo 1803     | Vecchia Confederazione Repubblica delle Tre Leghe Repubblica delle Sette Degagne | Svizzera                                                       |      |
|            | Repubblica di Connacht | 22 agosto 1798   | 23 settembre 1798 | Regno di Irlanda                                                                 | Repubblica d'Irlanda                                           |      |
|            | Repubblica Rodanica    | 5 settembre 1802 | 13 dicembre 1810  | Repubblica delle Sette Degagne (Repubblica Elvetica)                             | Canton Vallese                                                 |      |
|            | Repubblica di Danzica  | 9 settembre 1807 | 2 gennaio 1814    | Prussia Occidentale                                                              | Danzica                                                        |      |

* Governi provvisori provinciali, finalizzati all'immediata annessione alla Francia.

## Italia
A seguito delle unificazioni e delle guerre, sempre nel 1796, si formarono la Repubblica Cispadana e la Repubblica Transpadana che l'anno successivo si unirono nella Repubblica Cisalpina che comprendeva la Lombardia, l'Emilia e la Romagna ed aveva come capitale Milano. Nacque proprio in questo ambito la bandiera tricolore italiana, che prendeva ad esempio il tricolore rivoluzionario francese adottando i colori verde bianco e rosso delle insegne dei volontari lombardi che si erano uniti all'esercito napoleonico. Rimase autonoma la Repubblica Piemontese (fino al 1799).
Nel 1798 Napoleone costituì la Repubblica Romana (febbraio 1798), nata dopo l'occupazione francese degli Stati della Chiesa. In essa confluirono la Repubblica Anconitana e la Repubblica Tiberina. La Repubblica Napoletana vide la luce nel gennaio 1799, costituita dopo l'invasione francese del Regno di Napoli e decisa per “punire” re Ferdinando IV di Borbone che era accorso in aiuto di papa Pio VI. In totale, con l'appoggio dei simpatizzanti italiani della rivoluzione (localmente chiamati "giacobini") sorsero infatti nella penisola, tra il 1796 e il 1799, diversi Stati repubblicani sul modello francese.
Benché nate con la collaborazione dei simpatizzanti locali della rivoluzione, le nuove Repubbliche italiane erano prive di un reale consenso popolare, dipendevano politicamente dalla Francia (per esempio i membri del parlamento e del governo della Repubblica Cisalpina vennero nominati direttamente da Napoleone) e i loro territori erano soggetti a requisizioni forzate di terre e di risorse e ad una massiccia tassazione imposta dal Direttorio per risanare la difficile situazione economica della Francia.
In seguito agli insuccessi militari degli anni 1798 e 1799 contro gli eserciti della seconda coalizione (nell'aprile 1799 le truppe austro-russe del generale Suvorov entrarono a Milano, mentre le armate austriache prevalevano sul fronte del Reno), i francesi si ritirarono dall'Italia e le “Repubbliche sorelle” (divenute di fatto "stati satelliti" della Francia) crollarono l'una dopo l'altra. I giacobini italiani, che avevano collaborato con i francesi vennero duramente perseguitati dai regimi "restaurati": a Napoli, occupata dalle bande sanfediste e legittimiste al comando del cardinale Ruffo e quindi tornata sotto la sovranità dei Borbone, re Ferdinando IV e l'ammiraglio Horatio Nelson imposero per esempio la condanna a morte di più di cento intellettuali e politici napoletani (dal giurista Francesco Mario Pagano all'ammiraglio Francesco Caracciolo) che avevano appoggiato la Repubblica Partenopea. Solo la Repubblica Ligure non ebbe pesanti conseguenze.
Sistemati gli eserciti stranieri, Napoleone ritornò in Italia e la reazione francese non si fece attendere: l'esercito napoleonico, nel quale militavano anche patrioti italiani restaurò le repubbliche al nord: nasceva così nel 1800 la Repubblica Subalpina e nel 1802 la Repubblica Italiana, futuro Regno d'Italia napoleonico, che unì i territori delle repubbliche sorelle del nord Italia. Nel 1805 l'Impero francese si annetté la Repubblica Ligure e restaurò la sua sovranità (non più con repubbliche ma con regni) a Napoli, Roma e nel resto della penisola.

### Elenco delle repubbliche sorelle in Italia
| Repubblica | Repubblica             | Durata           | Durata            | Stato o territorio precedente                                              | Regione o territorio attuale                                 | Note |
| Bandiera   | Nome                   | Istituzione      | Scioglimento      | Stato o territorio precedente                                              | Regione o territorio attuale                                 | Note |
| ---------- | ---------------------- | ---------------- | ----------------- | -------------------------------------------------------------------------- | ------------------------------------------------------------ | --- |
|            | Repubblica di Alba     | 26 aprile 1796   | 28 aprile 1796    | Ducato di Savoia                                                           | Alba                                                         | |
|            | Repubblica Transpadana | 19 maggio 1796   | 26 giugno 1797    | Ducato di Milano                                                           | Lombardia occidentale                                        | |
|            | Repubblica Bolognese   | 23 giugno 1796   | 27 dicembre 1796  | Legazione di Bologna                                                       | Città metropolitana di Bologna                               | |
|            | Repubblica Reggiana    | 26 agosto 1796   | 22 ottobre 1796   | Ducato di Modena e Reggio                                                  | Provincia di Reggio Emilia                                   | |
|            | Repubblica Cispadana   | 30 dicembre 1796 | 29 luglio 1797    | Repubblica Bolognese Ducato di Modena e Reggio Legazione di Ferrara        | Emilia orientale                                             | Unione dei quattro territori di Bologna, Modena, Ferrara e Reggio Emilia. Ingloberà poi Massa e Carrara. |
|            | Repubblica Bergamasca  | 13 marzo 1797    | 29 giugno 1797    | Territorio di Bergamo                                                      | Provincia di Bergamo                                         | |
|            | Repubblica Bresciana   | 18 marzo 1797    | 20 novembre 1797  | Territorio di Brescia                                                      | Provincia di Brescia                                         | |
|            | Repubblica Cremasca    | 28 marzo 1797    | 29 giugno 1797    | Territorio di Crema                                                        | Cremasco                                                     | |
|            | Repubblica Ligure      | 14 giugno 1797   | 4 giugno 1805     | Repubblica di Genova                                                       | Liguria                                                      | |
|            | Repubblica Cisalpina   | 29 giugno 1797   | 26 gennaio 1802   | Repubblica Cispadana Repubblica Transpadana Lombardia veneziana Valtellina | Emilia-Romagna e Lombardia                                   | Fusione delle repubbliche Transpadana e Cispadana                                                        |
|            | Repubblica Astese      | 28 luglio 1797   | 30 luglio 1797    | Ducato di Savoia                                                           | Asti                                                         | |
|            | Repubblica Anconitana  | 17 novembre 1797 | 7 marzo 1798      | Marca Anconitana                                                           | Marche                                                       | |
|            | Repubblica Tiberina    | 4 febbraio 1798  | 7 marzo 1798      | Legazione di Perugia e dell'Umbria                                         | Umbria                                                       | |
|            | Repubblica Romana      | 15 febbraio 1798 | 30 settembre 1799 | Stato della Chiesa                                                         | Italia Centrale                                              | Annessione delle repubbliche Tiberina e Anconitana                                                       |
|            | Repubblica Piemontese  | 9 dicembre 1798  | 26 maggio 1799    | Ducato di Savoia                                                           | Piemonte                                                     | |
|            | Repubblica Vastese     | 6 gennaio 1799   | 19 maggio 1799    | Abruzzo Citra                                                              | Vasto                                                        | |
|            | Repubblica Lucchese    | 15 gennaio 1799  | 23 dicembre 1801  | Repubblica di Lucca                                                        | Provincia di Lucca                                           | |
|            | Repubblica Napoletana  | 22 gennaio 1799  | 22 giugno 1799    | Regno di Napoli                                                            | Italia Meridionale                                           | |
|            | Repubblica Subalpina   | 22 gennaio 1800  | 22 giugno 1802    | Ducato di Savoia                                                           | Piemonte                                                     | |
|            | Repubblica Italiana    | 26 gennaio 1802  | 26 giugno 1805    | Repubblica Cisalpina                                                       | Italia del Nord (in particolare Lombardia ed Emilia-Romagna) | |